# NC Vouliagmeni
Clube Náutico Vouliagmeni ou NOV (em grego:  Ναυτικός Όμιλος Βουλιαγμένης, "NOB") é um clube desportivo aquático grego da cidade de Vouliagmeni, sul de Atenas. atualmente na Liga Grega. É um dos clubes mais vitoriosos do polo aquático europeu.'

## História
NC Vouliagmeni foi fundado em 1937.

## Títulos

### Feminino
- LEN Champions League Feminina
  - 2009, 2010
- Liga Grega Feminina
  - 1991, 1993, 1994, 1997, 2003, 2005, 2006, 2007, 2010, 2012

### Masculino
- Liga Grega
  - 1991, 1997, 1998, 2012
- Copa da Grécia
  - 1996, 1999, 2012